# Kumiko Kaori
Kumiko Kaori (jap. かおりくみこ Kaori Kumiko; ur. 20 lipca 1957 w prefekturze Gifu), właśc. Kumiko Onoki (jap. 小野木久美子 Onoki Kumiko) – japońska piosenkarka śpiewająca piosenki główne do anime.

## Dyskografia
- Kamen Rider 1971
  - Rider no komori uta (jap. ライダーの子守うた)

- Pinokio 1972
  - Kashi no ki Mock (jap.  樫の木モック)
  - Boku wa kanashii ki no ningyō (jap. ボクは悲しい木の人形)
  - Go Go Mock (jap. ゴーゴーモック)
  - Tabi yuku Mock (jap. 旅ゆくモック)
  - Mock no Christmas (jap. モックのクリスマス)
  - Yuru shite Ojiisan (jap. 許してお爺ちゃん)

- 1,2,3 to 4,5, Roku 1972
  - 1, 2, 3 to 4, 5, Roku (jap.  1・2・3と4・5・ロク)
  - Ningen wa kamisama janai (jap.  人間は神様じゃない)

- Mahō Tsukai Chappy 1972
  - Mahō no Waltz (jap. 魔法のワルツ)

- Mazinger Z 1972
  - Sayaka no tēma (jap. さやかのテーマ)

- Wakakusa no Charlotte 1977
  - Wakakusa no Charlotte (jap. 若草のシャルロット)
  - Mayflower (jap. メイ フラワー)

- Ganbare! Red Vickyes 1978
  - Seishun niji no hashi (jap. 青春虹の橋)

- Space Pirate Captain Harlock 1978
  - Mime no Elegy (jap. ミーメのエレジー)

- Generał Daimos 1978
  - Ai no shinwa' (jap. 愛の神話)
  - Futari no inori (jap. 二人の祈り)
  - Erika no Ballade (jap. エリカのバラード)

- Galaxy Express 999 1978
  - Omoide namida iro (jap. 想い出なみだ色)
  - Yasashi ku shinai de (jap. やさしくしないで)
  - Reryūzu no tēma (jap. レリューズのテーマ)

- Manga Kodomo Bunko 1978
  - Dōbutsuen no komori uta (jap. どうぶつえんのこもりうた)

- Cyborg 009 1979
  - Ai no hoshi Françoise (jap. 愛の星 フランソワーズ)

- Dokaben 1979
  - Seishun Fever (Combat March) (jap. 青春フィーバー（コンバット・マーチ）)
  - Taiyō no ko (jap. 太陽の子)

- Doraemon 1979
  - Shizuka-chan no uta (jap. しずかちゃんのうた)

- God Sigma 1980
  - Red, Blue, Yellow (jap. レッド・ブルー・イエロー)

- Moo no hakugei 1980
  - LOVE

- Wakakusa Monogatari 1980
  - Ai wa itsu? (jap. 愛はいつ?)

- Ganbare Gonbe 1980
  - Shiki, Monko (jap. 四季・モンコ)

- Taiyou Sentai Sun Vulcan 1981
  - Super Woman Zero Girls (jap. スーパーウーマンゼロガールズ)

- Tiger Mask II 1981
  - Chiisana Te (jap. 小さな手)

- Ninja Cilik Hattori 1981
  - Tsubame no komori uta (jap. ツバメの子もりうた)
  - Yonde goran yo Hattori-kun (jap. 呼んでごらんよハットリくん)

- Horror Legend - Bizarre! Frankenstein 1981
  - Hana-tachi no hibi (jap. 花たちの日々)

- Gigi 1981
  - Kappei My Love (jap.  (勝平 My Love)

- Adieu Galaxy Express 999 1981
  - Sayonara (jap. さよなら)

- The Kabocha Wine 1982
  - L wa Lovely (jap. Lはラブリー)
  - Oyasumi koibito (jap. おやすみ恋人)
  - Kini naru Etcetra (jap. 気になるエトセトラ)
  - Koisuru Rock 'n' Roll (jap. 恋するロックンロール)
  - Tokimeki Sunshine (jap. トキメキ・サンシャイン)

- Mirai Keisatsu Urashiman 1983
  - Fire Dancing
  - Boogie-Woogie Cat

- Kinnikuman 1983
  - Tsukamaete My Hero (jap. つかまえてマイヒーロー)

- Starzan 1984
  - Salsa Paratopia (jap. サルサパラトピア)

- Video Warrior Laserion 1984
  - Wasurenaide Forever (jap. 忘れないで Forever)
  - Heartful Hotline (jap. ハートフル ホットライン)

- Roots Search: Shokushin Buttai X (OVA) 1986
  - The Labyrinth of Space (jap. 宇宙のラビリンス)

- Delpower X: Bakuhatsu Miracle Genki! (OVA) 1986
  - Ganbare! Maanaami! (jap. がんばれ!まーなーみ!)
  - Panzer Meffen ~Laura to Suzy~ (jap. パンツァー・メッフェン~ローラとスージー~)

## Album
Kumiko Kaori Super Best (jap. かおりくみこ スーパー・ベスト) (28 czerwca 2006)